# Ikoku Meiro no Croisée
Ikoku Meiro no Croisée (jap. 異国迷路のクロワーゼ, Ikoku Meiro no Kurowāze, dt. „Die Kreuzung in einem ausländischen Labyrinth“), auch bekannt unter dem französischsprachigen Untertitel La Croisée dans un Labyrinth Étranger, ist eine Manga-Reihe der japanischen Mangaka Hinata Takeda.
Sie erzählt die Geschichte des jungen japanischen Mädchens Yune, das den französischen Händler Oscar nach Paris begleitet und dort auf eine ihr vollkommen fremde Welt trifft. Die Veröffentlichung der noch immer fortgesetzten Reihe begann in Ausgabe 2 des von Fujimi Shobō herausgegebenen Magazin Dragon Age Pure vom 29. Juni 2006 und lief dort bis zu dessen Einstellung mit Ausgabe 15 vom 20. Februar 2009. Er wechselte dann in das Schwestermagazin Dragon Age mit Ausgabe 7/2009 vom 9. Juni 2009.
Aufbauend auf dem ursprünglichen Werk entstand ein Ableger unter dem Titel Ikoku Meiro no Alice-chan (異国迷路のアリスちゃん, ~ Arisu-chan), gezeichnet von Okazu Hayashi, der seit 9. Februar 2011 (Ausgabe 3/2011) in der Dragon Age veröffentlicht wird. Im Juli 2011 folgte eine Adaption durch die Anime-Fernsehserie Ikoku Meiro no Croisée: The Animation (異国迷路のクロワーゼ The Animation), die im Studio Satelight unter der Regie von Jun’ichi Satō produziert wurde.